# 平田増宗
平田 増宗（ひらた ますむね）は戦国時代から江戸時代前期にかけての薩摩国島津氏の家老・老中。

## 生涯
薩摩平田氏の嫡流平田歳宗の子として誕生する。祖父・父と同様に島津義久の家老、さらに老中となった。
また日向国穆佐（現・宮崎県宮崎市高岡町）の地頭を務め、慶長4年（1599年）頃よりは入来院清敷郷（現・鹿児島県薩摩川内市入来）の地頭に任じられた。合戦では天正13年（1585年）の肥後堅志田城攻めや慶長4年（1599年）の庄内の乱などに参陣している。
慶長3年（1598年）より大坂詰めを申し付けられ、その最中に関ヶ原の戦いが勃発すると、増宗は実窓院（島津義弘夫人）と亀寿（義久末娘で島津忠恒夫人）を薩摩国へ逃がすべく、相良長泰・吉田清孝・上原尚張らに指示し、亀寿を侍女の於松とすり替えるという謀を成功させた。慶長14年（1609年）には琉球侵攻における副将を務めた。
慶長15年（1610年）、増宗は家久（忠恒）が川内の久見崎港より船で上京するのを見送った後、清敷郷へ立ち寄り本貫地である郡山（現・鹿児島市郡山町）へ向かおうとしたのであるが、その途中の土瀬戸越（現・入来峠付近）にて、桐野九郎左衛門尉に道案内された押川公近により射殺された。これは家久より増宗を上意討ちするよう命じられてのものである。
上意討ちの理由は詳らかに無いが、増宗が庄内の乱を引き起こした伊集院忠真に加担したとの噂や、家久を廃して島津久信（義久次女の子）に家督を継がせるべく密かに徳川家康より朱印状を得たなどの噂により、家督問題を廻って義久・義弘・家久の三者間で確執が生じており、緊張状態にあったものが頂点に達した結果とも。
またその後、増宗の子や弟らが悉く刑に処されるなどして、平田氏の嫡流のみは断絶するに至った（庶流は薩摩藩士として存続）。

## 平田氏嫡流の末路
- 長男：新次郎宗次
  - 慶長7年8月17日（1602年10月2日）、家久（忠恒）が日向国の野尻（現・宮崎県小林市野尻町）にて狩りを行った際に同行、伊集院忠真共々射殺された（宗次を射殺した穆佐郷士の押川則義は、忠真と宗次が馬を取り換えていたため誤射したと述べ、責任を取って切腹）。享年17。唯一、増宗誅殺とは時期的に関係していない。
- 次男：新三郎行宗
  - 慶長15年11月15日（1610年12月29日）、筑前国で船が転覆した際に自殺したと『本藩人物誌』に記される。享年19。
- 三男：（名称不明：僧侶）
  - 父に連座して琉球国へ流刑。
- 四男：治部卿
  - 硫黄島へ流刑。

- 実弟：越前守宗親
  - 亀寿付きの家老。切腹を命じられ、慶長17年4月26日（1612年5月26日）に死去。享年42。
- 宗親長男：左馬頭宗次
  - 父の宗親ら（計18名）と同時に刑に処された。享年20。
- 宗親次男：新八郎
  - 父の宗親らと同時に刑に処された。